# Santa Maria Capua Vetere
Santa Maria Capua Vetere é uma comuna italiana da região da Campania, província de Caserta, com cerca de 30842 2003 habitantes. Estende-se por uma área de 15 km², tendo uma densidade populacional de 2009 hab/km². Faz fronteira com Capua, Carinaro, Casaluce, Curti, Macerata Campania, Marcianise, San Prisco, San Tammaro, Teverola.
Seu nome foi Santa Maria Maggiore até 1861.
Santa Maria Capua Vetere é o Cápua antigo, um dos povoados bem importantes de Império Romano. Era a maior cidade de Itália do século IV a.C.. Foi chamado Altera Roma, a outra Roma, de Cicerone.

## A história do brasão
É o brasão da cidade desde que 1888. É vermelho com uma cruz com uma coroa acima. Tem uma faixa de ouro com o letras O.P.Q.C., acrônimo de Ordo Populus Que Campanus.

## Demografia

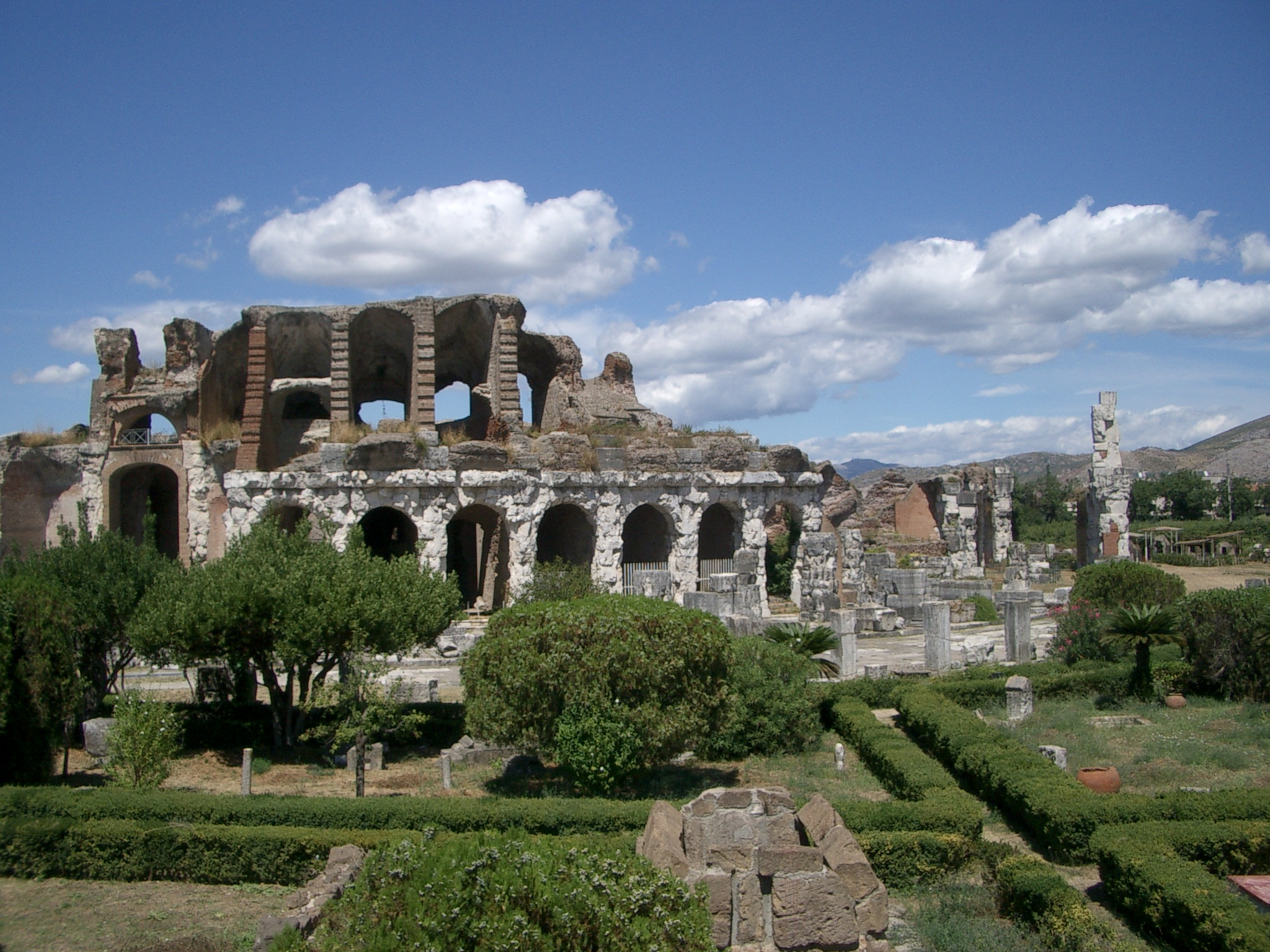
Anfiteatro.

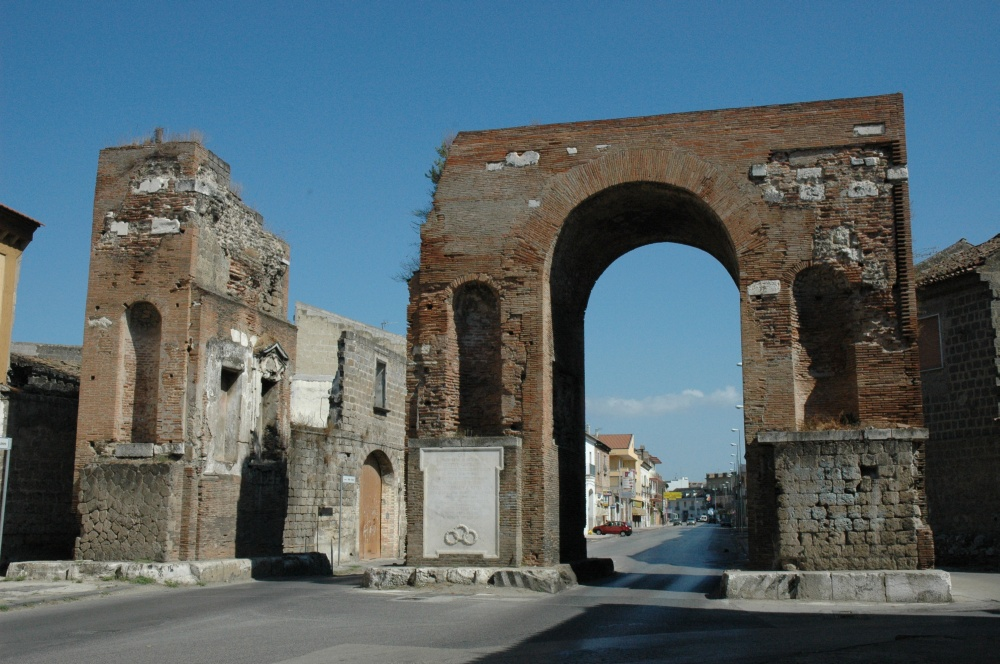
Arco de Adriano.

| Variação demográfica do município entre 1861 e 2011                               |
|                                                                                   |
| Fonte: Istituto Nazionale di Statistica (ISTAT) - Elaboração gráfica da Wikipedia |